# زفروایش
زفروایش (به آلمانی: Sefferweich) یک شهر در آلمان است که در بیتبورگ-پروم واقع شده‌است.